# Simik
Simik er et rockband fra Nuuk, Grønland, der blev dannet i 1978. Grundstammen bestod af guitaristen Steffen Lynge, trommeslageren Steen Lynge, sangeren Frederik Lynge samt bassisten Mike Holm. I tiden omkring bandets tilblivelse havde to andre Nuuk-baserede rockbands (Sista og Inuit) inspireret bandets medlemmer.
Simik var det første teenageband i Grønland; deres debutalbum Tusaavinga solgte særdeles godt. Bandet genforenedes i 2015 til en koncert i Katuaq efter en tiårs pause.

## Udgivelser
- Tusaavinga (1982).
  - Steffen Lynge (guitar/sang), Steen Lynge (trommer), Mike Holm (Bas), Søren Poulsen (sang/synth)
- Apitta (1984)
  - Frederik Lynge (Sang/guitar), Steffen Lynge (guitar), Steen Lynge (trommer), Enok »Aqqa« Johansen (synth), Mike Holm (bas), Per Berthelsen (gæstesanger).
- Nutaajusugut (1985)
  - Frederik Lynge (Sang/guitar), Steffen Lynge (guitar), Steen Lynge (trommer), Enok »Aqqa« Johansen (synth), Eigil Petersen (guitarist), Mike Holm (bas)
  - Gæster: Per Berthelsen (sang/guitar), Pipaluk Møller Lund (clarinet), Lars Frederik Olsen (Saxofon), Tuka Lynge (Percussion/Bas)
- Simik 1978-1998 (1998)
  - Frederik Lynge (sang), Steffen Lynge (Guitar), Mike Holm (Bas), Steen Lynge (Trommer)
  - Gæster: Georg Olesen (bass), Brian D. Christensen (rytme guitar), Jesper Vognsgaard (saxofon), Jim Milne (harmonika), Siiva Fleischer (sang), Nina Kreutzmann Jørgensen (sang), Nukannguaq Geisler (keyboard)

## Forbindelse til andre bands
Simik, Sista og -inuits medlemmer kendte hinanden indbyrdes, da Frederik Lynge havde spillet med Sista i flere år, ligesom -inuits guitarist Nielsêrak' Egede indimellem supplerede Steffen Lynge på guitar.
 Der er for få eller ingen kildehenvisninger i denne artikel, hvilket er et problem. Du kan hjælpe ved at angive troværdige kilder til de påstande, som fremføres i artiklen.